# Inferno giallo
Inferno giallo è un film del 1942 diretto da Géza von Radványi

## Trama
In uno sperduto villaggio nella giungla di un'isoletta del Pacifico, un medico di nome Pietro giunge nella stazione sanitaria del luogo diretta da un altro medico di nome Francesco. I due fanno subito amicizia, e a sorpresa viene Maria, la moglie del nuovo medico.
In un ambiente formato esclusivamente da uomini, la presenza della donna crea disagi ai presenti. Lo stesso direttore ne subisce il fascino ma per non tradire l'amico non si permette di sedurla.
Un giorno il laboratorio subisce un attacco da parte dei guerriglieri delle tribù indigene, e Francesco muore nel tentativo di salvare gli attrezzi e le persone ricoverate. Il fatto crea a Maria uno shock nervoso, che verrà curato dal marito e poi debellato grazie alla nascita di un bambino.

## Produzione
Prodotto da Gennaro Rondini il film fu girato all'interno degli studi del C.S.C..

## Distribuzione
Il film venne distribuito nel circuito cinematografico italiano il 5 novembre del 1942.

## La critica
Diego Calcagno nelle pagine di Film del 13 marzo 1943 « Dio perdoni il regista, e Maria de Tasnady, febbrile moglie di un medico sperduto in un dramma tropicale, la sua sorte mi ha dato un'infinita pietà, specialmente quando ti ho visto morire di terrore mentre tuo marito cadeva pugnalato proprio dai malati che curava. Sono tutti fatti terribili, questi, perciò mi rendo conto del malumore che stava dipinto sui visi dei personaggi, da Pal Javor, Otello Toso. Ma Fosco Giachetti esagerava, egli non ha mai avuto una grinta così tetra oscura e di questo film non ne parliamo più...»